# Giovanni Passannante
Giovanni Passannante (Savoia di Lucania, 19 de fevereiro de 1849 – Montelupo Fiorentino, 14 de fevereiro de 1910) foi um cozinheiro anarquista italiano que protagonizou um atentado malogrado contra a vida do rei Humberto I da Itália. Condenado à morte, sua pena foi modificada para prisão perpétua.

## Infância e juventude
Filho de Pasquale Passannante e Maria Fiore, era o mais novo dos dez filhos do casal, quatro deles falecidos em idade precoce. Devido às condições de pobreza de sua família, Passannante passa a ajudar seus pais em pequenos trabalhos. Apesar de, desde a mais tenra infância, Giovanni demonstrasse o desejo de frequentar a escola, não pode estudar nos primeiros anos de sua juventude.
Trabalhou desde cedo como estivador em Potenza, também como guarda de um depósito de grãos e foi ajudante de cozinha em uma taberna. Mais tarde um capitão do exército, nascido em Salvia, como ele, mas morador da região de Salerno, percebendo o interesse do jovem pelos estudos, colocou-o a seu serviço, financiando seus estudos até sua conclusão. Passannante alternava suas leituras da Bíblia, com os jornais escritos por Giuseppe Mazzini.

## República e anarquia
Abraçando o ideal republicano, Giovanni freqüentou o círculo mazziniano republicano. Em 1870 foi preso em Salerno por policiais enquanto colava manifestos e cartazes subversivos pelos muros da cidade. Passannante seria condenado a dois meses de prisão tempo em que se tornou mais aguerrido em suas convicções revolucionárias. Assim que foi libertado retornou para a casa de sua família na Sálvia (como era chamada a região onde vivia na época de seu nascimento). Em pouco tempo retornou a Potenza, dessa vez para trabalhar como cozinheiro em um bar e restaurante.
Em 1872 mudou-se para Salerno onde continuou a trabalhar como cozinheiro. Em grande medida graças ao seu entusiástico afã propagandista a sociedade manzinniana cresceu rapidamente de 80 membros passou para mais de 200. Nesse meio tempo Passannante passou a associar seus velhos ideais republicanos com a filosofia anarquista. E finalmente se muda para Nápoles.

## O ataque

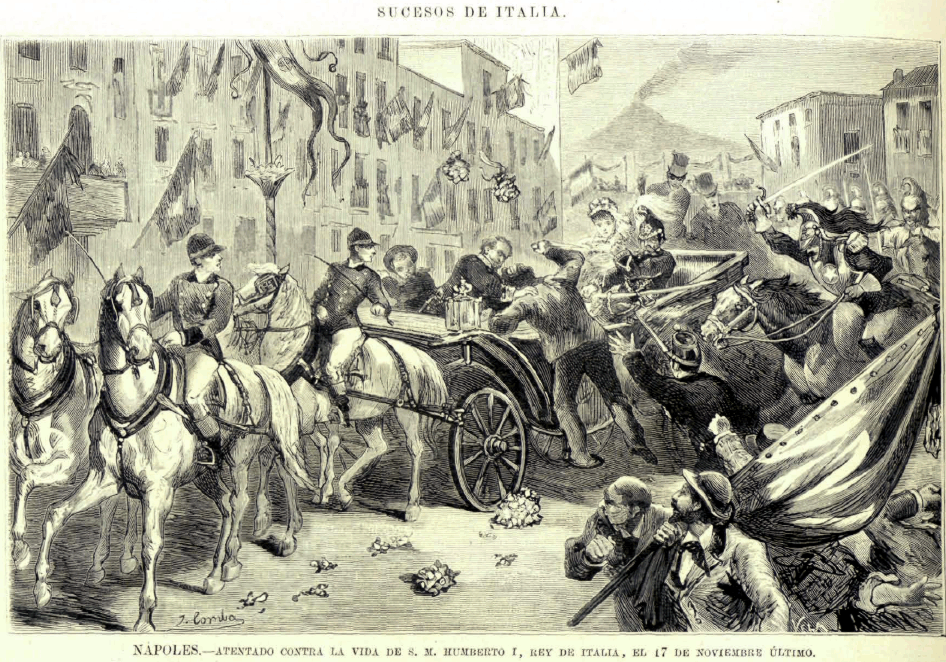
Desenho de reconstituição da tentativa de assassinato, publicada na época

Em 17 de novembro de 1878, o rei Humberto I da Itália, da casa de Savoia, estava em visita por Nápoles. Quando o cortejo real atingiu a altura do Largo della Carriera Grande, Passannante se aproximou da carruagem do monarca que atravessava o espaço entre a multidão e, simulando lhe fazer uma súplica, saltou no degrau do veículo, descobriu uma faca de cozinha que estava escondida em um pano vermelho e tenta atingir o rei. Este desviou a lamina com o braço, causando-lhe um corte superficial. Rapidamente foi agarrado pelo primeiro-ministro Benedetto Cairoli contra o qual reagiu, causando-lhe um corte profundo em uma das pernas.
O anarquista levou um corte de sabre na cabeça do capitão da guarda real, sendo imediatamente preso. Embora tivesse planejado sozinho o assassinato do rei, Giovanni foi espancado e torturado para que entregasse outros supostos conspiradores - que, conforme ficou provado, não existiam.
Passannante tentara assassinar o rei com uma faca de aproximadamente oito centímetros, "boa apenas para fatiar maçãs" como disse, em interrogatório, o dono da loja onde o anarquista havia conseguido a arma em troca de um velho casaco. No lenço vermelho onde havia escondido a faca, Passannante havia escrito:
Morte al Re, viva la Repubblica Universale, viva Orsini— Morte ao Rei, Viva a República Universal, Viva Orsini

## Consequências políticas

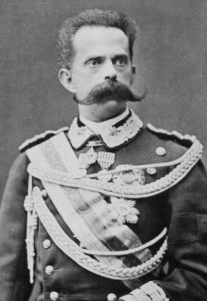
Rei Humberto I de Savoia

A notícia do ataque produziu por toda Itália sentimentos de indignação opostos, de um lado, aconteceram inúmeras marchas de protesto contra a tentativa de regicídio, em contrapartida, grupos que faziam oposição ao rei e ao governo se mobilizaram em uma série de novas ações.
No dia seguinte a ação (18 de novembro) anarquistas lançaram uma bomba contra uma marcha em favor do rei em Florença. Este ato terrorista causou a morte de três pessoas e feriu mais de dez. Na noite deste mesmo dia em Pisa o quartel de Pesaro foi incendiado por grupos libertários. Além dos ataques, manifestações favoráveis ao ato de Passannante aconteceram pela Itália.
Tomando parte em uma reunião de apoiadores de inclinação socialista em Bolonha o jovem poeta Giovanni Pascoli realizou uma leitura pública de seus versos Ode à Passannante. Em meio aos que lhe assistiam estavam agentes da coroa que logo após sua declamação lhe deram voz de prisão. Ao receber a ordem Pascoli rasgou o papel onde escrevera os versos, de sua ode não resta nada além das duas últimas linhas, mantidas oralmente:
Com o chapéu do cozinheiro,
Faremos uma Bandeira!
A situação continuou precária na Itália, no dia 11 de dezembro de 1878 uma ordem do dia favorável ao governo foi votada e rejeitada por grande maioria da Câmara, diante desta derrota política o primeiro-ministro Cairoli pediu demissão no dia seguinte. Apesar disso a casa de Savóia permaneceria ainda por muitos anos no poder.

## Processo, sentença e tortura

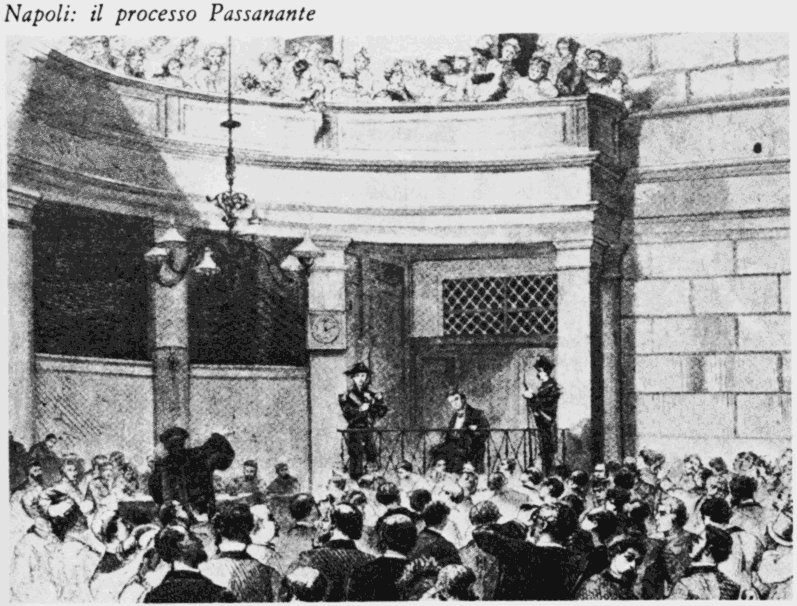
Desenho publicado em jornal da época reconstituindo o processo de Passannante

Processado por um júri escolhido pela corte, o anarquista foi condenado à morte pela tentativa de assassinato. No entanto o código penal previa a execução apenas nos casos em que o regicídio se efetivava. Um decreto real de 29 de março de 1879 comutou a execução, condenando-o à prisão perpétua, que seria efetivada em Portoferraio, na ilha de Elba. Lá, Passannante foi trancafiado em uma cela privada de latrina, abaixo do nível do mar, vivendo em isolamento e acorrentado.
"Passannante permanece enterrado vivo, na mais completa escuridão, em uma cela fétida situada abaixo do nível da água, sob a ação congregada da humidade e da escuridão, seu corpo perdeu todos os pelos, branco como cal e o carcereiro encarregado... de supervisioná-lo tem ordem categórica de nunca responder aos seus apelos, por mais que pareçam indispensáveis e angustiantes. Sr. Bertani... poderia dar mais notícias sobre este homem, esquelético, reduzido a ossos e pele, corroído, descolorido como a lama, forçado a ficar imóvel em uma alcova imunda, gritando com as mãos presas ao teto, sempre levantadas por uma corrente pesada que já não pode mais suportar por causa da extrema fraqueza de seus rins. O coitado chora e implora por ajuda sempre e tantas vezes que os marinheiros da ilha sempre o ouvem, ficam horrorizados."— Salvatore Merlino, "A Itália como ela é", 1891 in "Ao Café", de Errico Malatesta, 1922
As condições de detenção de Passannante foram objeto de denúncia de Augustin Bertani e da jornalista Anna Mozzoni Maria. Depois de dez anos de detenção, Giovanni Passannante, em 1889, foi libertado e submetido a uma perícia psiquiátrica, pelos professores Biffi e Tamburini. Declarado mentalmente insano, foi enviado ao manicômio judiciário de Montelupo Fiorentino por recomendação dos médicos, onde faleceu em 4 de fevereiro de 1910.

## De Sálvia à Savóia

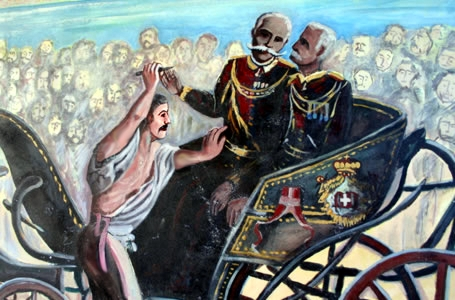
Detalhe do mural ilustrando a tentativa de assassinato de Passannante, em Savóia di Lucania

O prefeito da região de origem de Passannante, Salvia di Lucania, ajoelhou-se perante o rei, diante do qual pediu desculpas e ofereceu, tal qual está registrado, a mudança do nome da região para Savóia de Lucannia (a Potenza), nome que permanece até os dias de hoje. Todos os parentes de Passannante tiveram que deixar a região se mudando para Vietri di Potenza.
Até a atualidade a população da região de Savóia de Lucania encontra-se dividida com relação a sua história e ao nome a ser adotado. Existem duas comissões, a comissão pró-Sálvia defende o retorno ao antigo nome "Sálvia de Lucania", em memória de Passannante. Por sua vez a comissão pró-Savóia reivindica como honra o fato do nome da região estar ligado a esta dinastia e refuta a tentativa de regicídio do anarquista.
Em 1 de maio de 2007 o comitê pró-Savoia tinha planejado um encontro público com o príncipe Emanuele Filiberto de Savóia, descendente direto de Humberto I, no entanto, a reunião foi cancelada pouco tempo depois.

## A tentativa de Acciarito e a vingança de Bresci
Outro anarquista tentaria matar Humberto I, 20 anos depois da tentativa de Passannante. Em 22 de abril de 1897, Pietro Acciarito, um ferreiro nascido em Artena, tenta apunhalar o rei da Itália. Sua ação no entanto, não logra êxito e Acciarito recebe tratamento análogo ao despendido a Passannante acabando com problemas mentais após cumprir parte de sua pena de prisão perpétua.
Três anos depois, uma terceira tentativa de assassinato do rei seria finalmente efetivada pela ação de Gaetano Bresci. Em uma visita a Monza no dia 29 de julho de 1900, Humberto I seria morto pelo tecelão anarquista com três tiros no peito.

## Decapitado depois da morte
Após sua morte o corpo de Passannante foi submetido a uma autópsia na qual sua cabeça foi retirada e seu cérebro enviado para análises no Instituto Superior de Polícia, mantido em cárcere judiciário em Roma.
Em 1936, o cérebro e o crânio de Giovanni Passannante foram mandados para o Museu Criminal onde acabaram em exposição juntos com alguns manuscritos de Passannante, como testemunho dos estudos de Antropologia Criminal que buscavam identificar supostas tendências subversivas através de características físicas e biológicas para garantir a segurança dos monarcas. A permanência dos restos na exposição museológica resultaram em uma série de protestos e manifestações nas quais se envolveram alguns parlamentares.
No dia 23 de fevereiro de 1999 o ministro da Justiça Oliviero Diliberto assinou uma nulla osta que garantia o translado dos restos de Passannante de Roma à Savóia de Lucania. No entanto, por morosidade institucional, a burocracia fez com que o translado acontecesse apenas oito anos depois em 2007.

## Vicissitudes do sepultamento
O sepultamento de Giovanni Passannante estava previsto para o dia 11 de maio de 2007 após uma cerimônia fúnebre que deveria durar 11 horas aproximadamente, naquele mesmo dia na igreja matriz de Savóia de Lucania. O sepultamento no entanto, aconteceu um dia antes do previamente estabelecido para evitar problemas de "ordem pública". Finalmente foi decidido que o enterro de Passannante se daria no museu que se localizará dentro do castelo de Savóia de Lucania logo que as obras de reestruturação forem concluídas, efetuadas através de um financiamento de 1,5 milhões de euros.